# Arena Football League 2017
Die Arena-Football-League-Saison 2017 war die 30. Saison der Arena Football League (AFL). Ligameister wurden die Philadelphia Soul, die die Tampa Bay Storm im ArenaBowl XXX bezwangen.

## Teilnehmende Mannschaften
| Anzahl Mannschaften | 5                                                                                          |
| ------------------- | ------------------------------------------------------------------------------------------ |
| Neu in der Liga     | Baltimore Brigade, Washington Valor                                                        |
| Ausgeschieden       | Orlando Predators, Jacksonville Sharks, Arizona Rattlers, Los Angeles Kiss, Portland Steel |

## Regular Season
| Arena Football League  |    |    |   |      |          |
| Team                   | S  | N  | U | Heim | Auswärts |
| x-Philadelphia Soul    | 13 | 1  | 0 | 7–0  | 6–1      |
| y-Tampa Bay Storm      | 10 | 4  | 0 | 6–1  | 4–3      |
| y-Cleveland Gladiators | 5  | 9  | 0 | 3–4  | 2–5      |
| y-Baltimore Brigade    | 4  | 10 | 0 | 3-4  | 1-6      |
| Washington Valor       | 3  | 11 | 0 | 2–5  | 1–6      |

Siege, Niederlage,Unentschieden, x-Division Titel, y-Playoffs erreicht

## Playoffs
|  | Halbfinale | Halbfinale   | Halbfinale |  |  | ArenaBowl XXX | ArenaBowl XXX | ArenaBowl XXX |
|  |            |              |            |  |  |               |               |               |
|  |            |              |            |  |  |               |               |               |
|  | 1          | Philadelphia | 69         |  |  |               |               |               |
|  | 4          | Baltimore    | 54         |  |  |               |               |               |
|  |            |              |            |  |  | 1             | Philadelphia  | 44            |
|  |            |              |            |  |  | 2             | Tampa Bay     | 40            |
|  | 2          | Tampa Bay    | 73         |  |  |               |               |               |
|  | 3          | Cleveland    | 59         |  |  |               |               |               |
|  |            |              |            |  |  |               |               |               |

### ArenaBowl XXX
Der ArenaBowl XXX wurde am 26. August 2017 im Wells Fargo Center in Philadelphia, Pennsylvania ausgetragen. Das Spiel verfolgten 13.648 Zuschauer.

## Regular Season Awards
| Award                | Gewinner       | Position    | Team            |
| -------------------- | -------------- | ----------- | --------------- |
| Most Valuable Player | Randy Hippeard | Quarterback | Tampa Bay Storm |
| Coach Of The Year    | Ron James      | Head Coach  | Tampa Bay Storm |

## Zuschauertabelle
| Team                 | Zuschauerschnitt |
| -------------------- | ---------------- |
| Baltimore Brigade    | 5.679            |
| Cleveland Gladiators | 10.173           |
| Philadelphia Soul    | 9.680            |
| Washington Valor     | 11.041           |
| Tampa Bay Storm      | 8.668            |
| Ligadurchschnitt     | 9.248            |